# Південне Лейте
Південне Лейте (себ.: Habagatang Leyte, філ.: Timog Leyte) — провінція Філіппін, розташована в регіоні Східні Вісаї, займає південну частину острова Лейте. Адміністративним центром провінції є місто Маасін. Провінція є другою найменш населеною в регіоні. За даними перепису 2015 року населення становило 421 750 осіб. Площа провінції становить 1 798,61 км2.
Провінція відома вирощуванням абаки з якої виготовляють міцне волокно, відоме як манільське прядиво. Крім абаки населення провінції займається ремісничими виробами з кокосового горіха та бамбука і кераміки. Економічна діяльність провінції включає в себе рибальство, тваринництво і птахівництво.
Рельєф провінції скелястий, за винятком прибережних рівних. В провінції протікає 93 річки. Природні та геологічні особливості Південного Лейте роблять його сприятливим до зсувів та затоплень. Провінція має 163 дощових дні на рік та середньорічну кількість опадів 1729 мм.
Адміністративно поділяється на 18 муніципалітетів та одне незалежне місто. Згідно перепису 2000 року: 80,74 % населення становили вісайці, 12,64 % — бохолано, 5,15 % — себуанці, 0,2 % — тагальці, 0,15 % — варайці.
Понад 200 тисяч туристів відвідують Південний Лейте щороку. Тут їх приваблюють піщані пляжі, готелі та курорти в прибережній зоні.